# حقل أبو غرب
حقل أبو غرب حقل نفط يقع في ناحية المشرح شرق محافظة ميسان جنوب العراق قرب الحدود مع إيران. يضم الحقل عشرات الآبار. ذكرت  أنباء أن حكومة نوري المالكي  ووزير نفطه حسين الشهرستاني  قامت في شهر آذار 2010 بتسليم البئر رقم 12 في الحقل إلى إيران التي بنت مخفرا يبعد 20  مترا فقط عن محطة عزل الغاز العراقية في حقل أبو غرب.